# Judži Kišioku
Judži Kišioku (japonsko 岸奥 裕二), japonski nogometaš, * 2. april 1954.
Za japonsko reprezentanco je odigral 10 uradnih tekem.